# Stazione di Cucciago
La stazione di Cucciago è una fermata ferroviaria posta sulla linea Milano-Chiasso, a servizio del comune di Cucciago.

## Storia

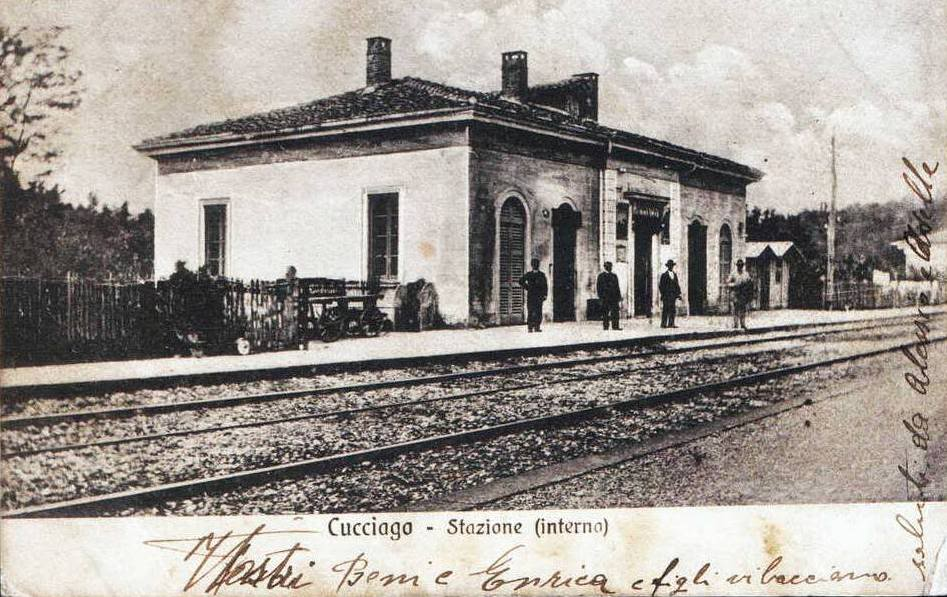
La fermata in una cartolina d'epoca

## Movimento
La fermata è servita dai treni della linea S11 (Chiasso-Rho) del servizio ferroviario suburbano di Milano, con frequenza semioraria durante tutto l'arco della giornata..
La linea è caratterizzata da vari transiti di treni come gli ETR 524 della società TILO e gli ex Cisalpino RABe501 Giruno. È presente un intenso traffico merci da e per la Svizzera, effettuato da compagnie ferroviarie tra cui Mercitalia Rail, SBB Cargo, DB Cargo e TX Logistik.